# Josef Maria Müller
Josef Maria Müller (* 11. August 1923 in Straßengel; † 16. November 2013) war ein österreichischer Dirigent, Musikpädagoge und konservativer politischer Aktivist. Besonders wichtig war ihm der Kampf um Meinungsfreiheit und gegen die Politisierung der Justiz.

## Leben und Werdegang
Er wurde in eine altösterreichisch-bayerischen Familie geboren. Sein Vater war zuerst Hochseekapitän und später Direktor der k. u. k Donaudampfschifffahrtsgesellschaft. Seine Mutter, Sophie Reichsfreifrau Weichs-Glon, brachte ihm das Klavierspielen bei.
Müllers Vater verlor im März 1938 aus politischen Gründen seinen Direktorsposten. Auch der Sohn begann bald sich als Teil des konservativen Widerstands gegen den Nationalsozialismus zu betätigen. Er geriet unter Beobachtung und erhielt 1940 ein Studienverbot. Danach folgte noch ein Prozess wegen Hochverrats, der mit einem Todesurteil endete. Dem Henker entkam er aufgrund der Intervention eines hochgestellten Verwandten. Den Rest der Kriegszeit begab sich Müller in den Untergrund.
Schon während des Krieges wurde Müller vom Grazer-Dom-Organisten Rudolf von Weis-Ostborn ausgebildet. Danach entschied er sich für eine Laufbahn als Musiker und nahm sein Studium wieder auf, welches er mit dem Doktorgrad abschloss.  Er hospitierte bei Wilhelm Furtwängler in Salzburg und Wien. Von 1954 bis 1960 war Müller Direktor und Hauptdirigent der von ihm gegründeten Wiener Kulturgesellschaft, die u. a. Abonnementkonzerte im Musikvereinssaal organisierte. Zunächst war er Direktor der Bezirksmusikschule Weiz in der Steiermark. 1960 erfolgte dann der Ruf an das Konservatorium Wien. 1978 wurde Müller zum Direktor aller Wiener Musiklehranstalten der Gemeinde Wien berufen. Diese Stellung behielt er bis zu seiner Pensionierung im Jahr 1989. Er bekam den Amtstitel Senatsrat verliehen. Müller war außerdem Direktor der Wiener Konzerthausgesellschaft, Vorstandsmitglied der Internationalen Wiener Meisterkurse sowie des Umweltforums Österreichischer Wissenschaftler und agierte außerdem als Sprecher der Wiener Konservatorien. Im In- und Ausland dirigierte und organisierte er zahlreiche Konzerte. In einem Nachruf würdigte die Musikuniversität seine umfangreichen Reformen: „Neben dem Ausbau eines pädagogischen Programms für ein umfassendes und vielseitiges Studium bis zur höchsten Stufe, zeichnete er für die Neugründung von Abteilungen für Ballett, Operette-Musical, Tänzerische Bewegungserziehung und Schauspiel verantwortlich.“

## Verbotsgesetz-Skandal
Im Jahr 1997 trat Müller in den Wiener Akademikerbund ein, der damals eine Vorfeldorganisation der ÖVP war. 2001 wurde er zum Präsidenten des Vereins gewählt. Ein Rundschreiben, das er 2010 nicht im Namen des Vereins, wie manchmal fälschlich behauptet wird, sondern nur als Privatmeinung versandte, führte zu einem politischen Skandal. In dieser Stellungnahme kritisierte Müller das Fehlen von konkreten Tatbildern in verschiedenen Paragraphen des Verbotsgesetzes und anderer Meinungsdelikte, wie z. B. der Verhetzung. Müller vertrat die Ansicht, dass es sich um Gummiparagraphen handle, der die freie Meinungsäußerung in einer für eine Demokratie unzulässige Weise einschränken, auch, da nur eine Seite des politischen Spektrums strafrechtlich verfolgt werden kann. In den Medien wurde diese Stellungnahme skandalisiert und oft verfälscht und ohne Kontext wiedergegeben. So wurde teilweise behauptet, Müller hätte das Verbotsgesetz einfach abschaffen wollen, dabei regte er nur eine Evaluierung und Überarbeitung an, damit es rechtsstaatlichen Mindestnormen genügt. Müller und der damalige Landesparteisekretär der ÖVP, Christian Zeitz, traten damals aus der Partei aus. Auch der Wiener Akademikerbund trat als Reaktion auf die Debatte aus dem Dachverband Österreichischer Akademikerbund aus und ist seitdem parteipolitisch unabhängig.